# 相模金子駅
相模金子駅（さがみかねこえき）は、神奈川県足柄上郡大井町金子にある、東海旅客鉄道（JR東海）御殿場線の駅である。駅番号はCB03。
大井町の金子地区に位置する駅。1956年（昭和31年）12月に新設された。駅名の由来も金子地区にあるからだが、既に八高線に金子駅があったため旧国名を冠している。

## 歴史
- 1956年（昭和31年）12月25日：日本国有鉄道御殿場線の駅として上大井 - 松田間に開業、旅客営業を開始[1][2]。気動車の旅客のみを取り扱う駅員無配置駅[3]。
- 1968年（昭和43年）4月27日：御殿場線国府津 - 御殿場間電化に伴い、構内を電化。
- 1987年（昭和62年）4月1日：国鉄分割民営化に伴い、東海旅客鉄道（JR東海）の駅となる[1]。
- 2019年（平成31年）3月2日：ICカード「TOICA」の利用が可能となる[4]。

## 駅構造
築堤上に単式ホーム1面1線を有する地上駅。ホームは線路南西側に配置され、その中ほどに待合所と駅の出入口がある。駅舎はなく、ホーム上に簡易TOICA改札機が設置されている。
無人駅であり、管理駅の松田駅が当駅を管理している。

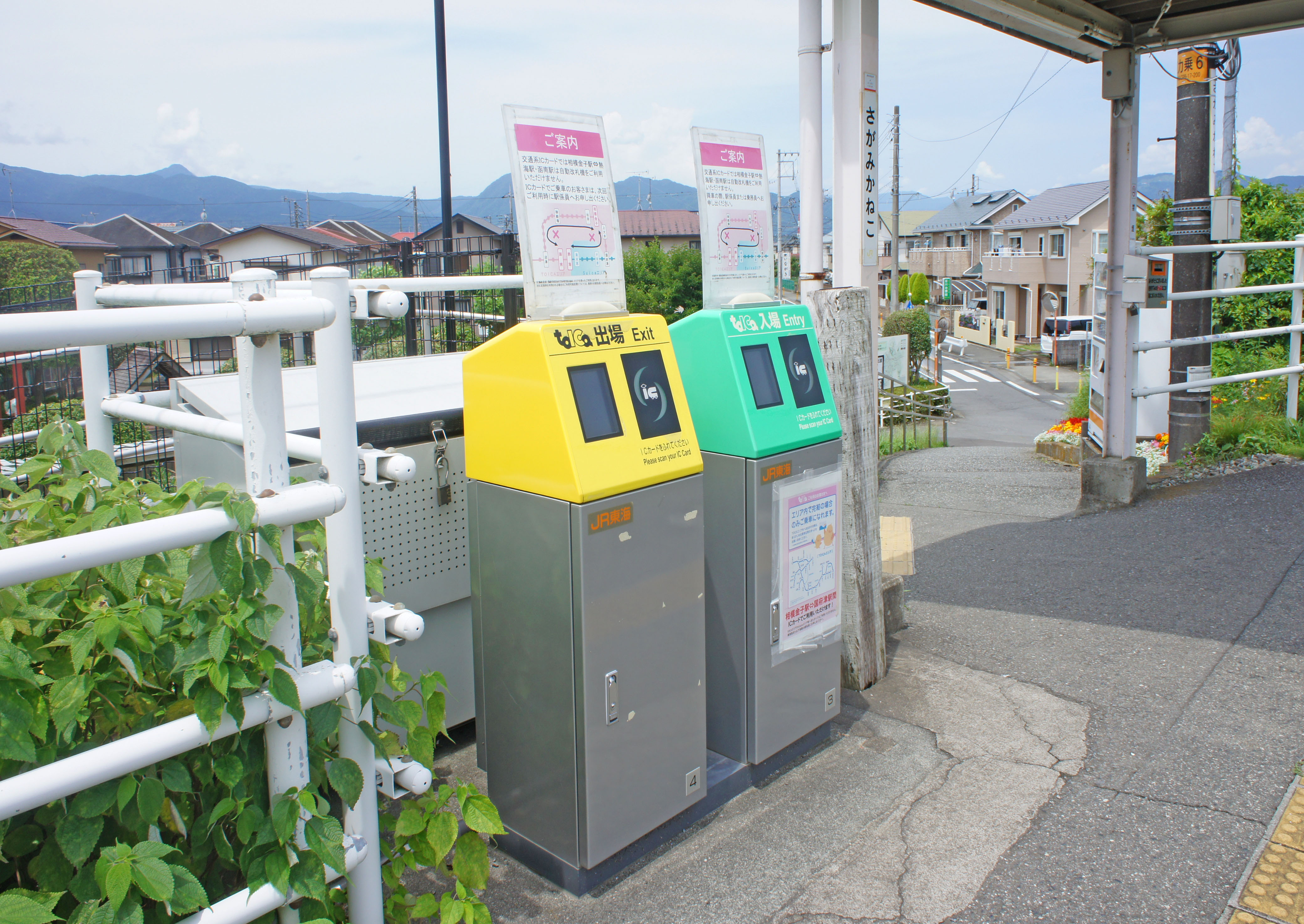
簡易TOICA改札機（2022年4月）
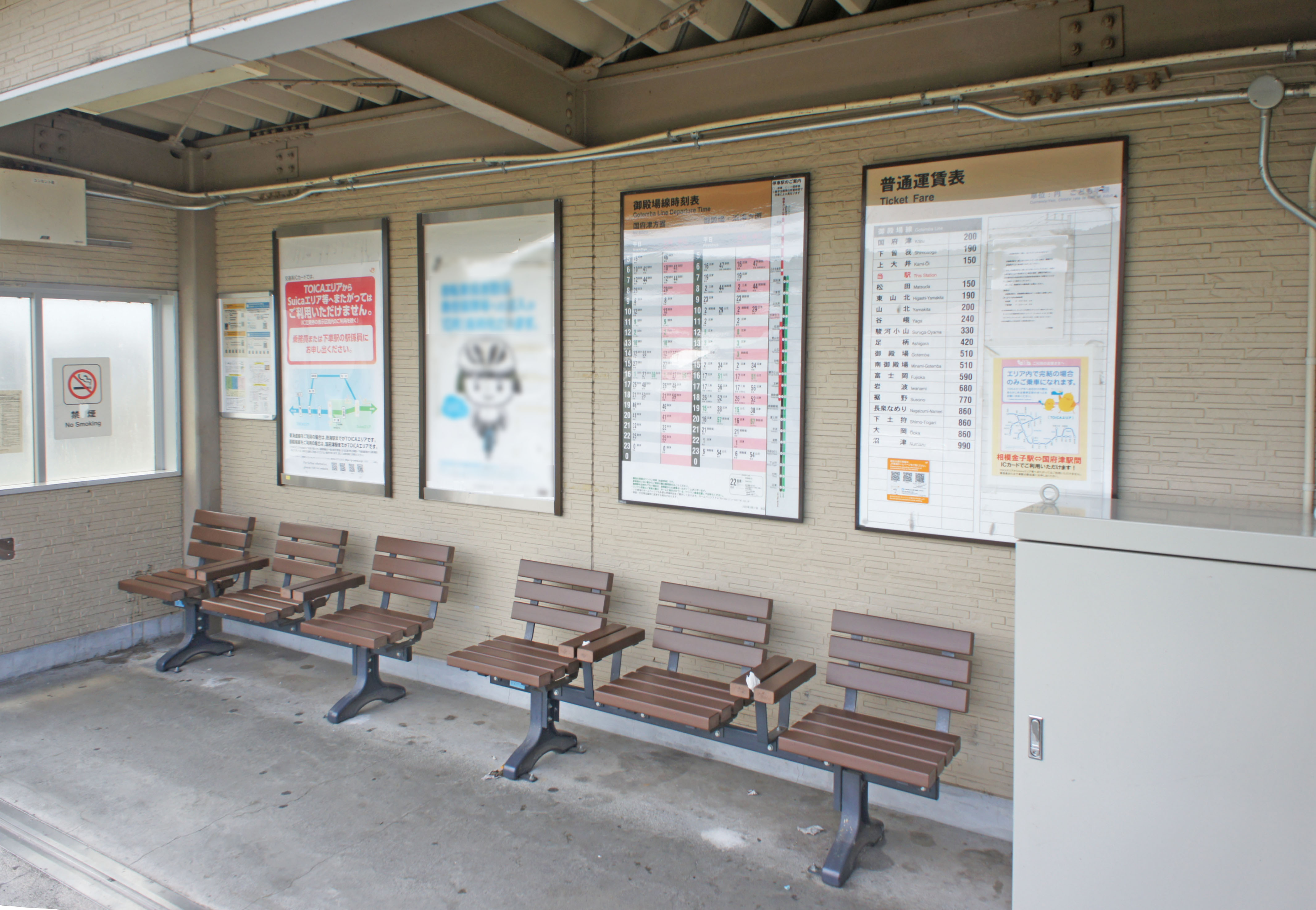
待合室（2022年4月）
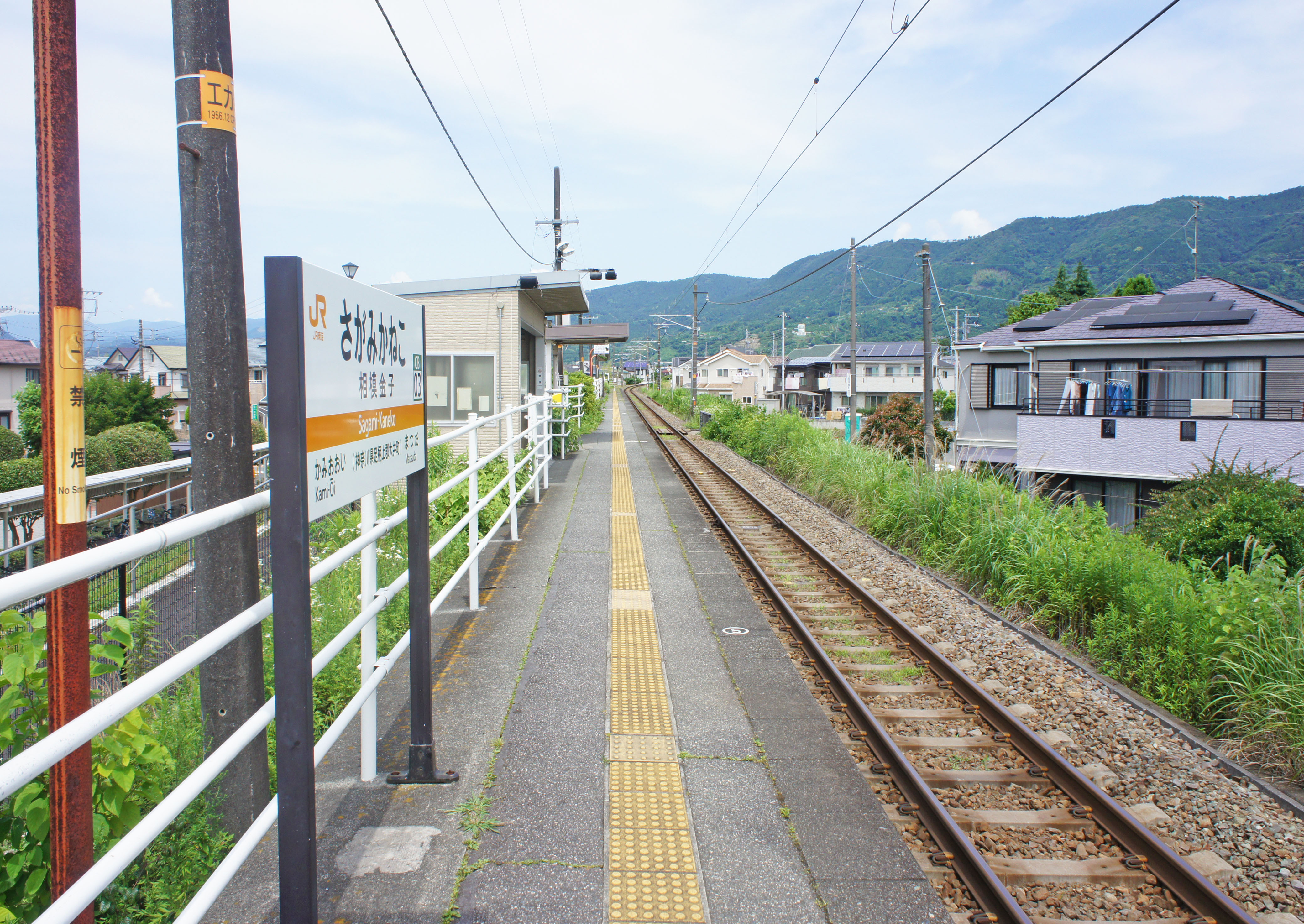
ホーム（2022年4月）

## 利用状況
「大井町統計要覧」によると、2022年度（令和4年度）の1日平均乗車人員は515人である。
1998年度（平成10年度）- 2000年度（平成12年度）および2003年度（平成15年度）以降の推移は以下のとおりである。
| 乗車人員推移       | 乗車人員推移     | 乗車人員推移 |
| 年度               | 1日平均 乗車人員 | 出典         |
| ------------------ | ---------------- | ------------ |
| 1998年（平成10年） | 565              | [ 神奈川 1 ] |
| 1999年（平成11年） | 530              | [ 神奈川 2 ] |
| 2000年（平成12年） | 513              | [ 神奈川 2 ] |
| 2003年（平成15年） | 479              | [ 大井 2 ]   |
| 2004年（平成16年） | 475              | [ 大井 2 ]   |
| 2005年（平成17年） | 455              | [ 大井 2 ]   |
| 2006年（平成18年） | 455              | [ 大井 2 ]   |
| 2007年（平成19年） | 457              | [ 大井 3 ]   |
| 2008年（平成20年） | 459              | [ 大井 3 ]   |
| 2009年（平成21年） | 451              | [ 大井 3 ]   |
| 2010年（平成22年） | 450              | [ 大井 3 ]   |
| 2011年（平成23年） | 396              | [ 大井 3 ]   |
| 2012年（平成24年） | 408              | [ 大井 4 ]   |
| 2013年（平成25年） | 435              | [ 大井 4 ]   |
| 2014年（平成26年） | 420              | [ 大井 4 ]   |
| 2015年（平成27年） | 433              | [ 大井 4 ]   |
| 2016年（平成28年） | 442              | [ 大井 4 ]   |
| 2017年（平成29年） | 449              | [ 大井 5 ]   |
| 2018年（平成30年） | 461              | [ 大井 5 ]   |
| 2019年（令和元年） | 509              | [ 大井 5 ]   |
| 2020年（令和02年） | 422              | [ 大井 5 ]   |
| 2021年（令和03年） | 448              | [ 大井 5 ]   |
| 2022年（令和04年） | 515              | [ 大井 1 ]   |

## 駅周辺
- 最明寺
- 東名高速道路 大井松田インターチェンジ
- 大井金子郵便局
- 大井町立大井小学校
- わかもと製薬　相模大井工場・相模研究所

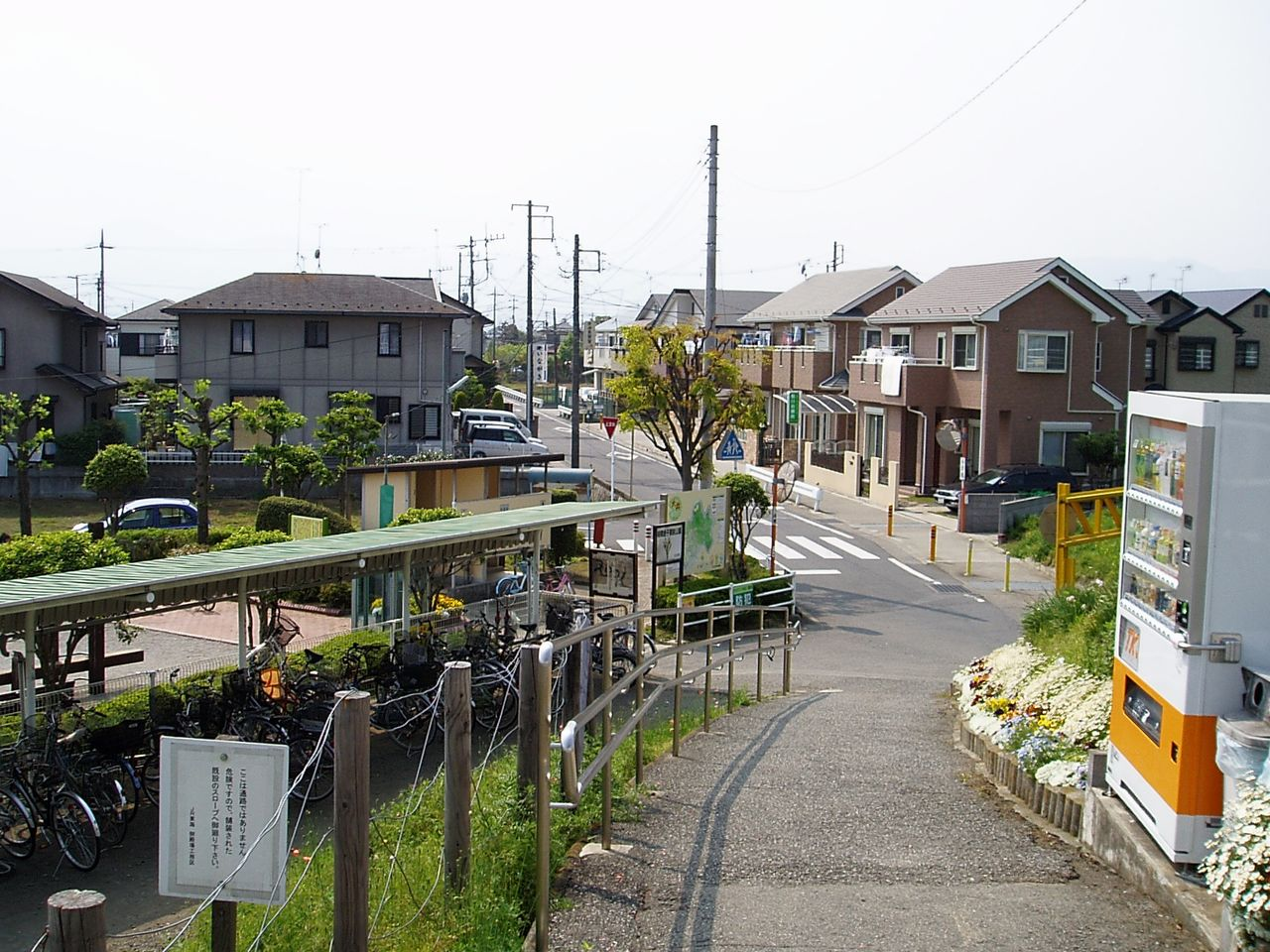
駅前（2008年4月）

- 未病バレー ビオトピア（旧大井第一生命館ビル）

## 隣の駅
東海旅客鉄道（JR東海）
CB 御殿場線
上大井駅 (CB02) - 相模金子駅 (CB03) - 松田駅 (CB04)

### 記事本文
1. 1 2 3  石野哲 編『停車場変遷大事典 国鉄・JR編』 II（初版）、JTB、1998年10月1日、84頁。ISBN 978-4-533-02980-6。
2. ↑  「日本国有鉄道公示第453号」『官報』1956年12月12日。
3. ↑  「通報 ●御殿場線相模金子駅及び東山北駅設置について（営業局）」『鉄道公報』日本国有鉄道総裁室文書課、1956年12月12日、1面。
4. ↑  『「TOICA」のサービス拡充について 〜2019年3月2日（土）からご利用エリアを拡大します!〜』（PDF）（プレスリリース）東海旅客鉄道、2018年12月12日。2020年12月19日閲覧。
5. ↑  東海旅客鉄道 編『東海旅客鉄道20年史』東海旅客鉄道、2007年。

### 利用状況
神奈川県県勢要覧
1. ↑  『神奈川県県勢要覧（平成12年度版）』（レポート）、222ページ頁。
2. ↑  『神奈川県県勢要覧（平成13年度版）』（レポート）、224ページ頁。

大井町統計要覧
1. 1 2  「6.交通・運輸・通信」（PDF）『令和5年度 統計要覧』、大井町、54頁、2024年3月。2024年1月12日閲覧。
2. ↑  『大井町「平成20年度 統計要覧」』（PDF）（レポート）大井町、52頁。オリジナルの2016年3月7日時点におけるアーカイブ。2024年1月12日閲覧。
3. ↑  「6.交通・運輸・通信」（PDF）『平成24年度 統計要覧』、大井町、52頁、2013年3月。2024年1月12日閲覧。
4. ↑  「6.交通・運輸・通信」（PDF）『平成29年度 統計要覧』、大井町、54頁、2018年3月。2024年1月12日閲覧。
5. ↑  「6.交通・運輸・通信」（PDF）『令和4年度 統計要覧』、大井町、58頁、2023年4月3日。2024年1月12日閲覧。